# Radowo Małe
Radowo Małe [raˈdɔvɔ ˈmawɛ] (tiếng Đức: Klein Raddow) là một ngôi làng ở hạt Łobez, West Pomeranian Voivodeship, ở phía tây bắc Ba Lan. Đó là chỗ ngồi của gmina (khu hành chính) được gọi là Gmina Radowo Małe.
Nó nằm khoảng 12 kilômét (7 mi) phía tây obez và 63 km (39 mi) về phía đông bắc của thủ đô khu vực Szczecin.
Ngôi làng có dân số 1.200 người.